# Leptolalax pelodytoides
Leptolalax pelodytoides és una espècie d'amfibi que viu a la Xina, Laos, Malàisia, Myanmar, Tailàndia i el Vietnam.
Està amenaçada d'extinció per la pèrdua del seu hàbitat natural.